# ベルナル (ケレタロ州)
ベルナル（Bernal）は、メキシコのケレタロ州にある村。巨大な岩山で有名。プエブロ・マヒコ選出。